# Roetwangvijgpapegaai
De roetwangvijgpapegaai (Cyclopsitta melanogenia) is een vogel uit de familie Psittaculidae (papegaaien van de Oude Wereld). De vogel werd in 1866 door Duits/Nederlandse natuuronderzoeker Hermann von Rosenberg geldig beschreven als Psittacula melanogenia.

## Kenmerken
Deze papegaai is 11 tot 13 cm lang. De vogel is van boven donkergroen met een blauwe vleugelboeg en van onder oranje en lichtergroen. Het verenpatroon op de kop en buik is bij de diverse ondersoorten iets verschillend, maar altijd met een grote roetkleurige vlek op de wang.

## Verspreiding en leefgebied
Deze soort komt voor in Nieuw-Guinea en de Aroe-eilanden en telt drie ondersoorten:
- C. g. melanogenia: Aroe-eilanden .
- C. g. suavissima: zuidelijk Nieuw-Guinea, het middendeel en het oosten
- C. g. fuscifrons: zuidelijke en zuidwestelijke deel van Nieuw-Guinea

## Status
De grootte van de populatie is niet gekwantificeerd maar de soort wordt omschreven als algemeen. Op de Rode lijst van de IUCN heeft deze soort de status niet bedreigd.